# 安息香酸
安息香酸（あんそくこうさん、英: benzoic acid、独: Benzoesäure）は芳香族化合物であり、特に芳香族カルボン酸である。ベンゼンの水素原子1個がカルボキシ基に置換された構造を持つ。水に溶かすと酸性を示し、酸解離定数 pKa は 4.21 である。
安息香酸のカルボキシ基に対してオルト位の水素原子がヒドロキシ基に置換されると、サリチル酸となる。
抗菌・静菌作用があるので、水溶性のナトリウム塩、安息香酸ナトリウム などは清涼飲料等の保存料として添加されている。酸型保存料の一種。殺菌作用はない（既に細菌などの増殖したものに対しては無効）。旧厚生省は安息香酸を天然に存在しない添加物に分類している。

## 発見と命名
ユストゥス・フォン・リービッヒとフリードリヒ・ヴェーラーにより、1832年に構造決定がなされた。
安息香（ベンゾイン）は香料として用いられる樹脂の一種であり、この中に安息香酸のエステルが多いことからこの名がとられた。

## 製法
安息香酸はアルキル側鎖を1つ持つ芳香族（たとえば、トルエンやエチルベンゼン、クメンなど）を酸化することで得られる。この反応ではベンゼン環に隣接する水素－炭素間の結合が攻撃される。ベンジル位にC-H結合がない場合はベンゼン環が酸化される。
また、ベンズアルデヒドC6H5CHOの酸化によって得ることも出来る。

## 体内での代謝
安息香酸は、体内に取り込まれると肝臓にて代謝され馬尿酸となり尿として排泄される。

## 安全性に関する議論
2007年、英国食品基準庁は食品添加物と注意欠陥・多動性障害との関係を調査する為に二重盲検法による広域スクリーニングを実施した結果、数種類の合成着色料であるタール色素と、合成保存料の安息香酸ナトリウムを同時に摂取した群に相関を認めたという研究報告があり、注意欠陥・多動性障害の子供は、安息香酸を保存料として使用されている食品は避けたほうがいいと勧告している。しかし、欧州食品安全当局(EFSA)は同じ研究報告を評価し、観察された影響の臨床上の意義が不明なことや、研究結果の一貫性の無さ、小さなエフェクトサイズの意義が不明なこと、用量反応性の情報がないこと、食品添加物の行動への影響を誘発させる生物学的メカニズムが考えられないことを挙げ、ADI（Acceptable Daily Intake＝許容一日摂取量）を変更する根拠にはならないとしている。
ドイツ連邦リスク評価研究所 (BfR) の報告によれば、清涼飲料水中に安息香酸とアスコルビン酸が共存する場合には微量のベンゼンが生成する可能性があり、生成量は pH、温度、他の不純物（主に金属イオンが影響するものと思われる）、紫外線の影響を受けるという。
ベンゼンの曝露は各種のガンや骨髄性白血病のリスクを高めるが、試験結果によればベンゼン濃度は最大でも 20 ppb 程度に留まり、BfRも現時点でのリスクは評価できないほど小さいとしている。
なお、ベンゼンの摂取許容量（時間加重平均濃度 1 ppm、40年曝露での白血病リスク増加はみとめられなかった）を定量的に考慮すると、直ちに健康被害が発生するとは考えづらい。
2021年に厚生労働省は、安息香酸の食品健康影響評価について、次のような見解を示している。
安息香酸は、食品中に天然に含まれており、また、食品添加物として長年使用されてきた実績から、十分な食経験がある。
飼料添加物として適切に使用される場合にあっては、安息香酸が投与された対象動物(豚)由来の食品からの安息香酸の摂取量は、平均的な豚肉摂取量に基づく見積もりとして、JECFAの設定したADIと比較して大きなばく露幅があると考えられた。また、他の食品に由来する安息香酸を多く摂取していると仮定した場合にあって、さらに安息香酸を飼料添加物として摂取した豚肉に由来する食肉を多量に摂取した場合でも、その影響は僅かであると考えられた。
したがって、安息香酸は飼料添加物としての評価においてはADIを考慮する必要は特段なく、飼料添加物として通常使用される限りにおいて、食品に残留することにより人の健康を損なうおそれのないことが明らかであると考えた。

## 使用基準
日本の厚生省（当時）は、安息香酸の使用をキャビア、マーガリン、清涼飲料水、シロップ及び醤油のみに認め、安息香酸ナトリウムの使用については、それらに加えて菓子製造に用いる果実ペースト及び果汁のみ認めており、使用量を設定している。